# Клубково
Клубково — село в Красноармейском районе Саратовской области, в составе Рогаткинского муниципального образования.
Население — 1 чел. (2010).

## История
Дата основания не установлена. Согласно Историко-географическому словарю Саратовской губернии, составленному в 1898—1902 годах, село относилось к Золотовской волости Камышинского уезда Саратовской губернии, вместе с селом Рогаткино и деревней Кубасова составляло сельское общество. В 1886 году совместный земельный надел составлял 4034 десятины удобной и 291,5 неудобной земли. Жители — бывшие удельные крестьяне, великороссы.
С 1922 по 1941 год село относилось к Золотовскому кантону Трудовой коммуны, с 1923 года — АССР немцев Поволжья. С 1941 по 1960 — к Золотовскому району Саратовской области. В составе Красноармейского района — с 1960 года.

## Физико-географическая характеристика
Село находится в лесостепи, в пределах Приволжской возвышенности, являющейся частью Восточно-Европейской равнины, на реке Золотуха (правый приток Волги). Высота центра населённого пункта — 125 метров над уровнем моря. Рельеф местности холмисто-равнинный, развита овражно-балочная сеть. Почвы — чернозёмы (без разделения) и тёмно-каштановые.
Просёлочной дорогой Клубково связано с селом Рогаткино (2 км). По автомобильным дорогам расстояние до областного центра города Саратова составляет 95 км, до районного центра города Красноармейска — 27 км.
Часовой пояс
Клубково, как и вся Саратовская область, находится в часовой зоне МСК+1. Смещение применяемого времени относительно UTC составляет +4:00.

## Население
Динамика численности населения по годам:
| 1860 | 1886 | 1891 | 1911 | 1926 | 1987 | 2002 |
| ---- | ---- | ---- | ---- | ---- | ---- | ---- |
| 432  | 622  | 677  | 594  | 710  | ≈10  | 0    |

| 2010 |
| ---- |
| 1    |